# تشو إن سونغ
تشو إن سونغ (الكورية: 조인성) (من مواليد 25 مايو 1975 في سيئول، كوريا الجنوبية) هو لاعب كرة القاعدة من كوريا الجنوبية.
شارك في دورة الألعاب الآسيوية 2006 في الدوحة، قطر.

## روابط خارجية
- تشو إن سونغ على موقع دوري كوريا الجنوبية لكرة القاعدة (الإنجليزية)
- تشو إن سونغ على موقعبيزبول رفرنس.كوم (الدوري الثانوي) (الإنجليزية)
- تشو إن سونغ على موقع أوليمبيديا (الإنجليزية)